# 納希爾聖劍

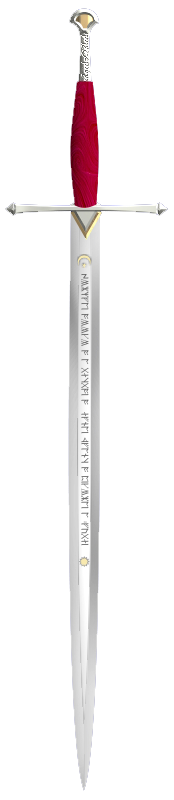
納希爾聖劍

納希爾聖劍（Narsil）是托爾金（J. R. R. Tolkien）的奇幻小說裡，登丹人（Dúnedain）國王伊蘭迪爾（Elendil）的配劍，納希爾聖劍在重鑄後改稱為安都瑞爾（Andúril）。在小說《魔戒》、《精靈寶鑽》及《未完成的故事》均有記載。

## 小說
納希爾聖劍是由諾格羅德（Nogrod）的鐵匠塔爾查（Telchar）在第一紀元鑄造。塔爾查是著名的武器鐵匠及工匠，也是挑下魔苟斯（Morgoth）鐵冠精靈寶鑽的安格瑞斯特（Angrist）寶刀及圖林·圖倫拔（Túrin Turambar）哈多頭盔（Helm of Hador）的鑄造者。
聖劍的名稱nar及thil在昆雅語分別是指太陽的「火」及月亮的「白光」。
塔爾查為誰而鑄造納希爾聖劍，及納希爾聖劍的早期歷史不詳。納希爾聖劍似乎被交給精靈君王。
可以確定的是，納希爾聖劍傳至貢多林的君主特剛（Turgon）的子嗣埃蘭迪爾（Eärendil）或埃盧·庭葛的子嗣迪歐（Dior）。接著，納希爾聖劍傳至努曼諾爾（Númenor）首任國王愛洛斯（Elros）。愛洛斯的嫡長子及後裔一直繼承納希爾聖劍。皇位傳到希爾瑪瑞恩（Silmariën）時，希爾瑪瑞恩不被承認為女王，因為努曼諾爾的律法禁止女人干政。希爾瑪瑞恩只好另外建立一個新的國度，成為安督奈伊領主。巴拉漢之戒（Ring of Barahir）及納希爾聖劍都是努曼諾爾的傳國之寶。
也有其他可能性的存在，這可追溯到《精靈寶鑽》。少量努曼諾爾人在第二紀元依然和精靈交好，以希爾瑪瑞恩為首的努曼諾爾人從阿門洲（Aman）得到一批禮物，當中可能包括納希爾聖劍。
有關納希爾聖劍的確實歷史在希爾瑪瑞恩後的二千年才開始，最後一位安督奈伊領主阿門迪爾（Amandil）預感到努曼諾爾的崩潰，於是派遣他的兒子伊蘭迪爾（Elendil）連同納希爾聖劍返回中土大陸。
伊蘭迪爾成為首位剛鐸及亞爾諾國王。他以納希爾聖劍出戰最後聯盟戰役，對抗索倫。在圍攻巴拉多（Barad-dûr）時，索倫親身迎戰，殺死了伊蘭迪爾及吉爾加拉德（Gil-galad），納希爾聖劍斷裂。伊蘭迪爾的兒子及繼承人埃西鐸（Isildur）以斷劍砍下索倫的手指，索倫失去至尊魔戒（One Ring）。索倫的靈魂逃逸，索倫被打敗，他的肉體敗亡，力量消散，但是索倫的靈魂仍存活。
埃西鐸保存著納希爾聖劍的碎片，埃西鐸在格拉頓平原（Gladden Fields）被殺，埃西鐸的隨從歐塔（Ohtar）將納希爾聖劍的碎片帶到埃西鐸幼子瓦蘭迪爾（Valandil）居住的伊姆拉崔（Imladris）。
納希爾聖劍碎片成為亞爾諾國王的其中一件傳家之寶。北方王朝被摧毀後，納希爾聖劍碎片也接著成為北方遊俠的寶物。第三紀元3019年，納希爾聖劍在魔戒聖戰（War of the Ring）期間被重鑄。
埃西鐸的後裔亞拉岡（Aragorn）將重鑄後的納希爾聖劍稱為安都瑞爾（辛達林語解作西方之焰）。他攜同安都瑞爾加入魔戒遠征隊（Fellowship of the Ring）的旅程。在故事裡有著重要的角色。
剛鐸攝政王（Steward of Gondor）的兒子波羅莫（Boromir）前往瑞文戴爾（Rivendell）參加愛隆會議是因為他的弟弟法拉墨（Faramir）的一個夢，在夢中，有人向法拉墨說「尋找那曾經斷裂的劍」。
納希爾聖劍（重鑄後稱安都瑞爾）是亞爾諾及剛鐸君王的象徵。亞拉岡作為登丹人酋長，正是納希爾聖劍碎片的繼承者。亞拉岡在魔戒遠征隊出發前重鑄納希爾聖劍對於索倫敗亡和亞爾諾及剛鐸王國復興有重要的作用。

### 特徵
安都瑞爾在《魔戒》的第一部《魔戒首部曲：魔戒現身》裡登場。
伊蘭迪爾聖劍在精靈巧匠的手下重鑄了。在劍身上介於日月的花紋之間有著七枚星辰，劍身上還有許多帶著神秘力量的符文。因為亞拉岡這次準備要和魔多開戰，必須要有强力的守護才行。當寶劍重鑄時，它發出刺眼的光芒，太陽的符號隱隱閃出紅光，月亮則是發出柔順的銀光，劍鋒顯得無比銳利。亞拉岡重新替這柄寶劍命名為安都瑞爾，西方之焰。 
一些托爾金的文章，包括上文，也指安都瑞爾會像刺針（Sting）、敵擊劍（Glamdring）與獸咬劍（Orcrist）般發光。如《精靈寶鑽》：
...伊蘭迪爾手中閃爍著日月光華的聖劍納希爾更令半獸人與其他人類喪膽...納希爾聖劍交到了埃西鐸之子維蘭迪爾的手中；然而劍身已經斷成數截，劍上光芒已經熄滅，千年來它始終未被重鑄。
《魔戒》裡也有其他的跡象顯示納希爾聖劍這是特性：
聖劍安都瑞爾砍中他的頭盔，一陣火花閃過，他的腦漿當場連著頭盔的碎片四下飛濺。
亞拉岡雙手一揮，掀開斗篷，精靈制作的劍鞘閃閃發光，當他抽出安都瑞爾聖劍時，彷佛有道白淨的火焰流洩而出。
兩人從旁邊的山壁上奮不顧身地撲向那些野人，安都瑞爾不停地揮舞，發出白色的火焰。守軍紛紛開始大呼：「安都瑞爾！安都瑞爾上戰場了！斷折的聖劍今晚再現神光了！」
 
在一封私人信件裡，托爾金說道，安都瑞爾所發的光不單是反射光線，還會發出「精靈之光」。
與刺針及敵擊劍不同，安都瑞爾在半獸人接近時不會發亮，也不會泛起藍光。

## 改編描述

彼得·傑克遜執導的電影《魔戒首部曲：魔戒現身》裡的納希爾聖劍碎片。在小說裡，納希爾聖劍只斷成兩截。

在彼得·傑克遜執導的電影版本，納希爾聖劍共全長五呎。與原著明顯不同的是，電影裡納希爾聖劍並非只斷裂成兩截，而是斷裂成多個部分，碎片被保存在瑞文戴爾內的一處雕像前。納希爾聖劍在伊蘭迪爾死時並未斷裂，而是由索倫一腳踏斷。納希爾聖劍直至《魔戒三部曲：王者再臨》才被重鑄，亞玟（Arwen）說服她的父親愛隆（Elrond）重鑄納希爾聖劍，並帶給亞拉岡。而在原著小說裡，亞拉岡帶著納希爾聖劍碎片，在布理（Bree）的躍馬旅店（Prancing Pony）向哈比人出示，在魔戒遠征隊出發前就已重鑄，確立了他的君王地位。

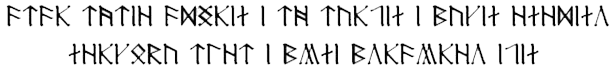
安都瑞爾劍柄上刻有談格瓦文字的咒語。

在小說《魔戒二部曲：雙城奇謀》，亞拉岡在聖盔谷之戰（Battle of the Hornburg）除了使用納希爾聖劍外，還使用一面洛汗盾牌。在小說《魔戒首部曲：魔戒再現》，曾經說明亞拉岡那柄劍和波羅莫的那柄很相似，波羅莫還有一面盾牌。而在電影裡，納希爾聖劍則比較像是一柄雙手劍。
而製片人沒有將納希爾聖劍發光的特性加入，只有刺針還保留著這特性。有人推斷由於《星際大戰》（Star Wars）和《魔戒》在同一時間播映，製片人可能想確定沒有人會指發光的武器是有意模仿的。
在中空劍柄的內側有談格瓦文字寫道：「Narsil essenya, macil meletya, telchar carnéron navrotessë」，解作「吾名納希爾，強力之劍，塔爾查在諾格羅德鑄造」（見圖）。納希爾聖劍在重鑄為安都瑞爾後，於劍身再加上一段符文：「Anar Nányë Andúril i né Narsil i macil Elendilo. Lercuvanten i móli Mordórëo. Isil」，解作「太陽。安都瑞爾，曾是納希爾，伊蘭迪爾之劍。魔多的奴僕在我面前四散奔逃。月亮。」
雖然托爾金曾寫到關於劍上的銘文，但很顯然的他從未寫下實際題詞，電影裡的文字則是自創的。
在彼得·傑克遜之後執導的魔戒前傳電影《哈比人：意外旅程》中的一個場景，哈比人比爾博·巴金斯於瑞文戴爾裡見到了納希爾聖劍的碎片，這為《魔戒電影三部曲》聖劍重鑄的劇情埋下伏筆。